# Kurt Reinicke von Callenberg

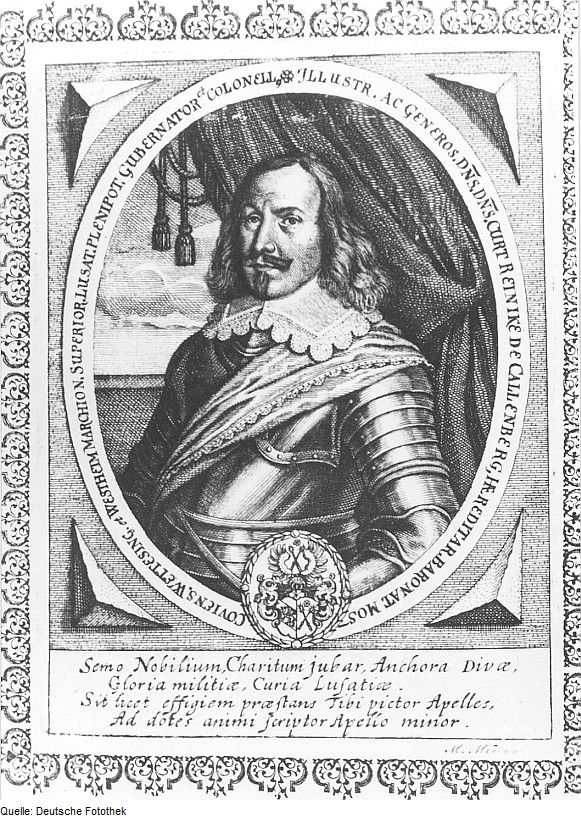
Kurt Reinicke von Callenberg

Kurt Reinicke von Callenberg (* 7. September 1607 in Wettesingen; † 7. Mai 1672 in Muskau) war ein deutscher Soldat, Verwaltungsbeamter und Graf von Muskau.

## Leben
Callenberg war ein Sohn des in französischem Dienst stehenden Obristlieutenants Hermann von Callenberg und dessen Ehefrau Margarethe von Bodenhausen und Bruder von Otto Heinrich von Callenberg. Nachdem er zunächst von einem Hauslehrer unterrichtet worden war, besuchte er die witzlebische Klosterschule Roßleben.  
Danach trat er als Page des Grafen Merode in das Heer von Albrecht von Wallenstein ein. In der Schlacht an der Dessauer Elbbrücke im September 1626 zeichnete er sich als Kürassier aus. Nach einer schwierigen Zeit in Ungarn wurde Callenberg 1629 zum Fähnrich befördert. Ein Jahr später wurde er als Lieutenant für zwei Jahre nach Greifswald und Rostock versetzt. 1631 diente er als Capitainlieutenant in Wismar und in den Jahren 1632 bis 1634 war er als Hauptmann in Schlesien stationiert. Als solcher nahm er dann seinen Abschied und absolvierte 1634 eine Art Cavalierstour durch Holland. Gerüchte, diese Reise diente einer geheimen diplomatischen Mission, bestätigten sich nicht. Nach seiner Rückkehr im Januar 1635 trat Callenberg in Torgau als Obristwachtmeister in das 1. kursächsische Leibregiment unter der Führung von Dietrich von Taube ein.
Im selben Jahr nahm ihn Fürst Ludwig I. von Anhalt-Köthen in die Fruchtbringende Gesellschaft mit dem Gesellschaftsnamen Der Durchwachsene auf. 
Bei der Niederlage von Wittstock 1636 zeichnete er sich durch Tapferkeit aus. 1638 wurde er zum Obristlieutenant befördert. Als solcher geriet er Ende 1639 bei Leipzig in Kriegsgefangenschaft, die er durch einen Gefangenenaustausch bald wieder verließ.
In den Jahren 1641/42 kämpfte Callenberg in Schlesien gegen Torsten Stålhandske. Sein Engagement bewirkte die Beförderung zum Obristen des 1. Leibregiments. Er nahm 1642 an der Schlacht von Breitenfeld und 1643 am Entsatz von Freiberg teil. Am 31. März 1643 stürzte er auf der Flucht vor den Schweden im Schlossgraben des Schlosses Senftenberg (Niederlausitz) vom Pferd und verletzte sich schwer.
1644 vertrieb er die schwedischen Truppen aus Sonnewalde und Lübben, scheiterte aber in Luckenwalde.
Am 1. Dezember desselben Jahres heiratete er Ursula Catharina von Dohna, Erbin der Freien Standesherrschaft Muskau.
1645 war Callenberg als Kommandeur der Kursachsen an der verlorenen Schlacht bei Jankau beteiligt. Am 25. März desselben Jahres wurde er zum Landvogt der Oberlausitz ernannt. Dieses Amt bekleidete er bis zu seinem Tod 1672. Mit kursächsischer Bestätigung vom 7. April 1652 wurde er am 4. März 1651 zum Freiherrn ernannt.
1652 wurde er zum Kammerherrn und kursächsischen Rat berufen. 1654 erfolgte die Erhebung zum Grafen. Am 23. Juni 1664 erreichte Callenberg den Höhepunkt seiner Laufbahn mit der Ernennung zum kurfürstlichen Oberhofmarschall.
Im Alter von 64 Jahren starb Kurt Reinicke von Callenberg am 27. April 1672 als Graf und Herr der Standesherrschaft Muskau.

## Familie
Er heiratete am 1. Dezember 1644 Ursula Catharina von Dohna (* 23. April 1622; † 3. November 1671), Erbtochter von Karl Christoph von Dohna (1595–1625) und dessen Ehefrau Ursula Brigitta von der Schulenburg. Das Paar hatte folgende Kinder:
- Karl Christoph
- Anna Margareta (* 1646; † 2. Juli 1671) ⚭ Wigand von Lützelburg
- Ursula Marianne (11/12. April 1648; † 30. März 1690)[1] ⚭ Hans Kaspar von Klitzing († 26. Dezember 1709), Sohn des Hans Caspar von Klitzing
- Margareta Katharina Eleonora († 30. September 1692)
- Magdalena Sophie (* 16. April 1657; † 21. Januar 1691)

⚭ Georg von Reisewitz, sächsischer Geheimer Rat
⚭ Hans Georg Haubold von Schleinitz-Blanckenhain
- Hedwig Susanne (* 23. Februar 1661; † 1725)[2] ⚭ Johann Wladislaw von Reisewitz
- Kurt Reinicke (* 22. Oktober 1651; † April 1709), kaiserlicher Gesandter ⚭ Ursula Regina Maria von Friesen (* 27. August 1658; † 29. Oktober 1714)
- Anna ⚭ Ernst Friedrich von Callenberg zu Westheim († vor 1715)